# Yele-zapadnonovobritanski jezici
Yele-zapadnonovobritanski jezici, malena samostalna papuanska jezična porodica, koja je nekad činila dio istočnopapuanske porodice. Sastoji se od dvije skupine jezika, to su: a) yele, s jezikom yele [yle] i b) zapadnonovobritansku s dva jezika anem [anz] i pele-ata [ata].
Najznačajniji je jezik yele koji se nekada klasificirao yele-solomonskoj skupini. Ostala dva jezika anem i pele-ata koji su činili podskupine novobritanskih jezika poznate kao anem i wasi.